# Reyḩān-e Pā'īn
Reyḩān-e Pā'īn (persiska: رِيهَن سُفلَ, رِيحَنِ سُفلَى, Reyḩān-e Pā’īn, ريحان پائين) är en ort i Iran.   Den ligger i provinsen Markazi, i den centrala delen av landet, 260 km sydväst om huvudstaden Teheran. Reyḩān-e Pā'īn ligger 1 831 meter över havet och antalet invånare är 802.
Terrängen runt Reyḩān-e Pā'īn är platt åt nordost, men åt sydväst är den kuperad.Runt Reyḩān-e Pā'īn är det ganska tätbefolkat, med 58 invånare per kvadratkilometer. Närmaste större samhälle är Khomeyn, 3,7 km nordost om Reyḩān-e Pā'īn. Trakten runt Reyḩān-e Pā'īn består i huvudsak av gräsmarker.